# Mio Backhaus
Mio Backhaus, né le 16 avril 2004 à Mönchengladbach en Allemagne, est un footballeur allemand qui évolue au poste de gardien de but au Werder Brême.

## Biographie

### En club
Né à Mönchengladbach en Allemagne d'un père allemand et d'une mère japonaise, son nom japonais est Mio Nagata (長田 澪, Nagata Mio).
Mio Backhaus est formé par l'Alemannia Aachen avant de rejoindre le Werder Brême en 2018, où il poursuit sa formation. Il joue dans les équipes des moins de 17 ans, moins de 19 ans et avec la réserve notamment.
Backhaus commence toutefois sa carrière professionnelle aux Pays-Bas, étant prêté le 5 juillet 2023 au FC Volendam.
C'est avec ce club qu'il joue son premier match en professionnel, le 11 août 2023, lors de la première journée de la saison 2023-2024, contre le Vitesse Arnhem. Il est titularisé lors de ce match perdu par sn équipe par deux buts à un.

### En sélection
Mio Backhaus est éligible pour être sélectionné avec l'Allemagne mais aussi le Japon, sa mère étant originaire de ce pays. Il commence sa carrière internationale avec l'Allemagne, jouant un match avec les moins de 15 ans en 2019.
Il représente l'équipe d'Allemagne des moins de 18 ans, jouant un total de quatre matchs avec cette sélection entre 2021 et 2022.